# Duncan Campbell (Snookerspieler)
Duncan Campbell (* 24. September 1966) ist ein ehemaliger schottischer Snookerspieler, der zwischen 1989 und 1994 für fünf Saisons Profispieler war. In dieser Zeit erreichte der Finalist der schottischen Amateur-Meisterschaft 1986 insgesamt viermal eine Runde der letzten 32 und Rang 66 der Snookerweltrangliste.

## Karriere
Campbell machte erstmals auf sich aufmerksam, als er 1986 das Finale der schottischen Snooker-Meisterschaft erreichte, dieses aber mit 3:9 gegen Steve Muir verlor. Ein Jahr später gewann er zusammen mit Euan Henderson die schottische Meisterschaft im Doppel. 1988 nahm er erstmals an der WPBSA Pro Ticket Series teil und erreichte bereits beim ersten Event das Viertelfinale, bevor er beim zweiten Event das Finale erreichte, sich in diesem aber James Wattana geschlagen geben musste. Anschließend nahm er erfolgreich an den Professional Play-offs 1989 teil. Im selben Jahr wurde er Profispieler.
Campbell begann seine Profikarriere mit der Saison 1989/90, während der der Schotte zahlreiche Niederlage in der Qualifikation einstecken musste, auch wenn er häufig die finale Qualifikationsrunde erreicht hatte. Abgesehen von der Teilnahme an der Runde der letzten 32 beim ersten und an der Runde der letzten 64 beim zweiten Event der Turnierserie WPBSA Non-Ranking, zwei Turnieren ohne wirkliche Qualifikation, erreichte er lediglich bei den European Open die Hauptrunde, in der er nach Siegen über Pat Houlihan und Dave Gilbert in der Qualifikation gegen John Virgo knapp mit 4:5 verlor. Auf der Weltrangliste belegte er infolgedessen Rang 109. Bereits in der nächsten Saison war aber eine Hauptrundenteilnahme bei Campbell der Normalfall; neben dem Non-ranking-Turnier International One Frame Shoot-out erreichte er sowohl beim Dubai Classic als auch bei den European Open die Runde der letzten 32, die bei den beiden zuletzt genannten Ranglistenturnieren die zweite Runde der Hauptrunde war. Auf der Weltrangliste verbesserte er sich somit auf Rang 66, der besten Platzierung seiner Karriere.
Nachdem zur Saison 1991/92 die Profitour geöffnet worden war, brach Campbells Form ein und er verlor einen Großteil seiner Spiele, wodurch er nur noch bei den Welsh Open und bei den Strachan Open die Hauptrunde erreichte. Dies konnte aber nicht die übrigen, schlechten Ergebnisse ausgleichen, sodass er sich auf der Rangliste bis auf den 78. Platz verschlechterte. Nachdem er während der folgenden Saison überhaupt kein Spiel mehr gewinnen konnte, beendete er de facto seine Profikarriere und trat zu keinen weiteren Turnieren mehr an. Mittlerweile nur noch auf Rang 158 platziert, verlor er 1994 nach nur fünf Profisaisons seinen Profistatus.

## Erfolge
| Ausgang         | Jahr | Turnier                                 | Finalgegner   | Ergebnis |
| --------------- | ---- | --------------------------------------- | ------------- | -------- |
| Amateurturniere |      |                                         |               |          |
| Zweiter         | 1986 | Schottische Snooker-Meisterschaft       | Steve Muir    | 3:9      |
| Zweiter         | 1988 | WPBSA Pro Ticket Series 89/90 – Event 2 | James Wattana | 1:5      |